# 黑苞橐吾
黑苞橐吾（学名：Ligularia melanocephala）是菊科橐吾属的植物，是中国的特有植物。分布于中国大陆的云南等地，生长于海拔3,400米至3,850米的地区，见于林下、林缘以及草坡，目前尚未由人工引种栽培。